# Baumberger Kalksandstein

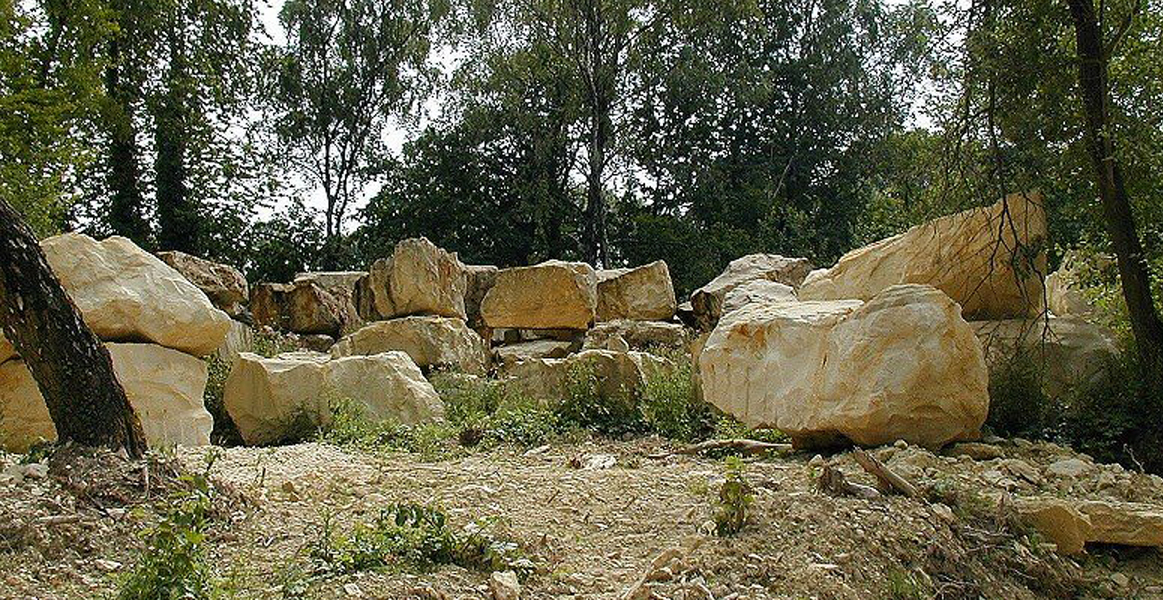
Rohe Blöcke aus Baumberger Sandstein im Steinbruch in Havixbeck.

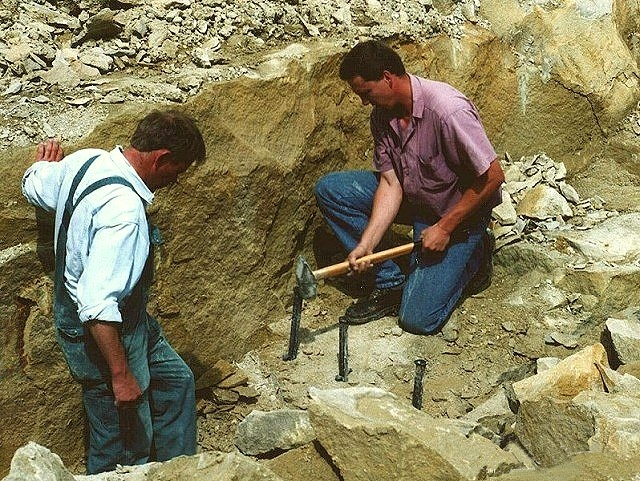
Abbau von Baumberger Sandstein im Steinbruch in Billerbeck

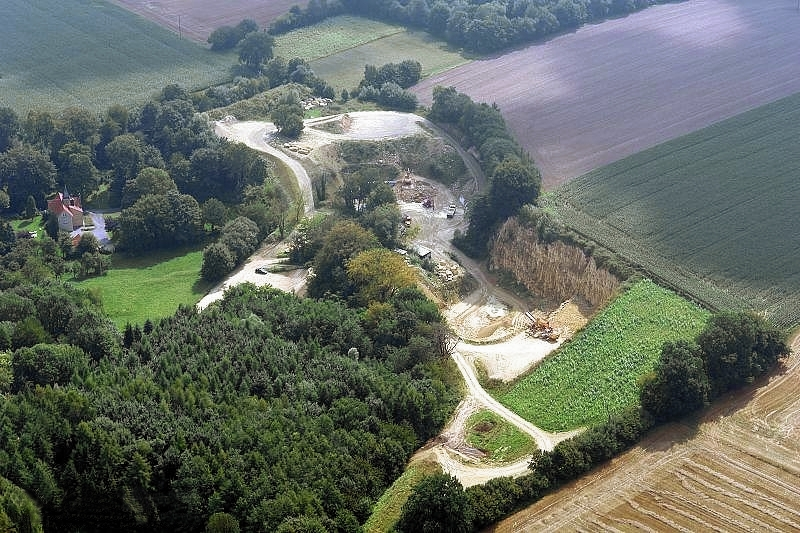
Luftaufnahme des Steinbruchs in Havixbeck

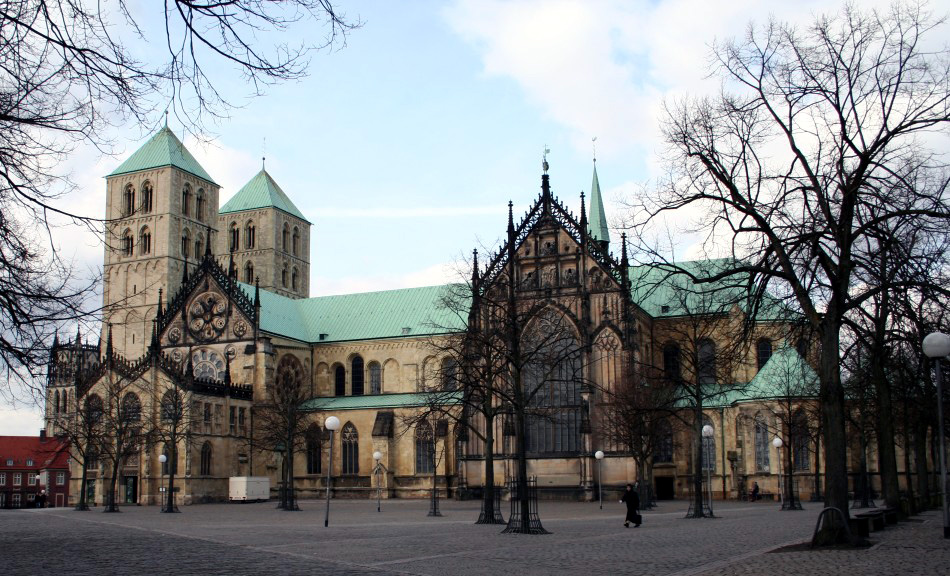
St. Paulus-Dom in Münster aus Baumberger Sandstein

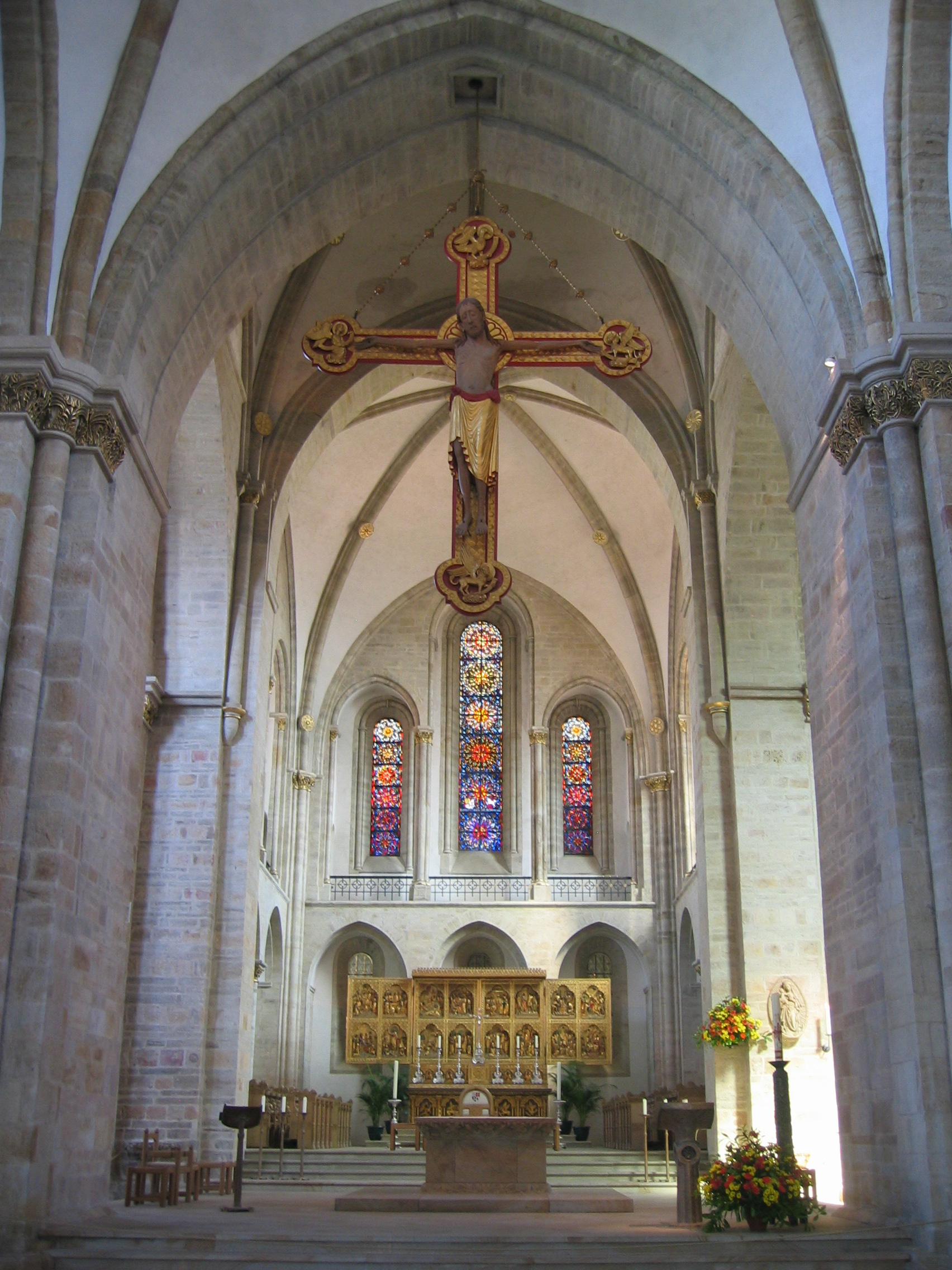
Pfeiler und Bögen aus Baumberger Sandstein im Osnabrücker Dom

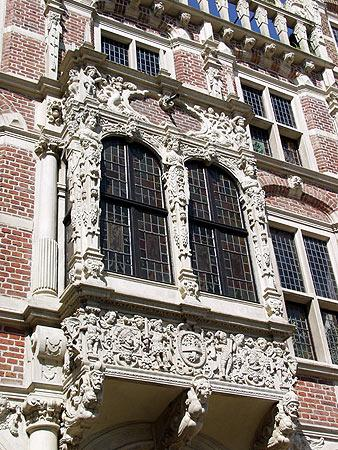
Erker am Historischen Rathaus Bocholt

Der Baumberger Kalksandstein oder auch Baumberger Sandstein ist ein mergeliger Kalkstein der münsterländischen Baumberge. Seine Bezeichnung als „Sand“- oder „Kalksandstein“ geht auf den für einen Kalkstein relativ hohen Gehalt an Quarzsandkörnern zurück. Er ist in der späten Oberkreide (Campan) im seinerzeit vom Meer bedeckten Münsterländer Kreidebecken abgelagert worden. Seit ca. 1000 Jahren wird er nahe den Ortschaften Havixbeck, Billerbeck und Nottuln abgebaut.

## Stratigraphie
Der Baumberger Kalksandstein ist das höchste Schichtglied des unteren Teils der Baumberge-Formation (ehemals Baumberger Schichten) der höheren Oberkreide (Campanium) des Münsterländer Kreidebeckens. Damit handelt es sich um eines der jüngsten Sedimentgesteine dieses Beckens. Er wird unterlagert von den sogenannten Liegenden Mergeln der unteren Baumberge-Formation und überlagert vom Flammenmergel der oberen Baumberge-Formation.

## Petrographie
Der Baumberger Sandstein ist von grauer, angewittert von gelblich-bräunlicher Färbung. Es besteht aus maximal 70 Prozent Kalziumkarbonat, 16 Prozent Quarz, 3 Prozent Feldspat, einem geringen Anteil an Gesteinsbruchstücken und bis zu 11 Prozent Glaukonit. Die häufigste Korngröße liegt bei 0,1 Millimeter.

## Eigenschaften und Verwendung
Beim Baumberger Sandstein werden drei verschiedene Werksteinhorizonte (Paol, Lappen und Fließ) unterschieden, wobei der oberste und der unterste Horizont die härtesten sind. Aufgrund des hohen Kalkgehalts und des großen überliegenden Drucks ist die unterste Schicht sehr hart und wird deswegen hauptsächlich für den Außenbereich verwendet. Diese Schicht kann im Gegensatz zu den anderen beiden Schichten neben der charakteristischen gelblichen Farbe eine hell- bis dunkelgraue Färbung aufweisen. Derzeit sind noch drei Steinbrüche für die Werksteinförderung in Betrieb.
Verglichen mit petrographisch ähnlichen Naturwerksteinen aus anderen Gegenden und stratigraphischen Niveaus ist der Baumberger Sandstein eher weich und gilt als sehr verwitterungsanfällig. Jedoch soll dieser Ruf eher auf der Verwendung von ungeeignetem Material aus den „Coesfelder Schichten“ oder der nicht lagergerechten Verarbeitung des Materials beruhen. 
Vor allem der zweite Punkt hat dem Ansehen und Verwendung des Baumberger Sandsteines sehr geschadet. Die Erfahrung hat immer wieder gezeigt, dass der Stein in der gleichen Lage verarbeitet werden sollte, wie er dem Steinbruch entnommen wurde. Geschieht das nicht, stehen die Werkstücke auf Spalt, gewissermaßen auf dem Kopf. Solche Werkstücke wie beispielsweise der Figurenschmuck am Billerbecker Dom mussten bereits nach 100 Jahren ausgetauscht werden, weil sie vollständig verwittert waren. Heute muss deshalb bei der Bestellung von Baumberger Kalksandstein der Verwendungszweck und Einbaulage angegeben werden, damit das geeignete Material für den jeweiligen Zweck ausgesucht werden kann.
Verwendet wird dieser Naturstein für Massivbauten, Pflaster- und Bordsteine, Treppen, Fensterbänke und Bodenplatten außen. Im Mittelalter fand er in ganz Norddeutschland und den Niederlanden Anwendung. Der Baumberger Sandstein wurde unter anderem am Bocholter und am Münsteraner Rathaus sowie am Kölner, Münsteraner und Osnabrücker Dom verbaut und für Grabsteine auf dem Zentralfriedhof in Münster verwendet. Er eignet sich sowohl für die Herstellung von Bauplastik und -zier als auch für die Herstellung moderner Skulpturen durch Steinbildhauer.
Das Baumberger Sandsteinmuseum in Havixbeck informiert über die Entstehung dieses Natursteins, die Handwerksgeschichte der Steinbrecher, Steinhauer, Steinmetzen und Bildhauer in den Baumbergen sowie der Verbreitung und Verwendung des Materials in der Vergangenheit und Gegenwart. Am besten geeignet ist der Baumberger Kalksandstein für Anwendung im Innenbereich.

## Paläontologie
Der Baumberger Sandstein ist eine der Fundschichten des kreidezeitlichen Echten Knochenfisches Sphenocephalus.